# Sojuz T-10
Sojuz T-10  è la denominazione di una missione della navicella spaziale Sojuz T verso la stazione spaziale sovietica Saljut 7 (DOS 6). Si trattò del quarantanovesimo volo equipaggiato di questo velivolo spaziale, del settantunesimo volo nell'ambito del programma Sojuz sovietico nonché del settimo volo equipaggiato verso la predetta stazione spaziale – il quinto che riuscì effettivamente ad agganciarsi e a visitare la predetta stazione spaziale a causa degli insuccessi delle precedenti missioni Sojuz T-8 e Sojuz T-10-1.

## Equipaggio
| Ruolo                  | Equipaggio al lancio                   | Equipaggio all'atterraggio                |
| ---------------------- | -------------------------------------- | ----------------------------------------- |
| Comandante             | Leonid Kizim, Roscosmos Secondo volo   | Jurij Malyšev, Roscosmos Secondo volo     |
| Ingegnere di volo      | Vladimir Solovëv, Roscosmos Primo volo | Gennadij Strekalov, Roscosmos Quarto volo |
| Cosmonauta Ricercatore | Oleg At'kov, Roscosmos Primo volo      | Rakesh Sharma, Intercosmos Primo volo     |

### Equipaggio di riserva
| Ruolo                  | Equipaggio                   | Equipaggio                   |
| ---------------------- | ---------------------------- | ---------------------------- |
| Comandante             | Vladimir Vasjutin, Roscosmos | Vladimir Vasjutin, Roscosmos |
| Ingegnere di volo      | Viktor Savinych, Roscosmos   | Viktor Savinych, Roscosmos   |
| Cosmonauta Ricercatore | Valerij Poljakov, Roscosmos  | Valerij Poljakov, Roscosmos  |

## Missione
Dopo un periodo prolungato che la Saljut 7 era rimasta disabitata - per la precisione dal 23 novembre 1983 all'8 febbraio 1984 – l'equipaggio di questa missione dovette salire a bordo della stessa facendosi strada usando delle apposite torce elettriche. Il primo compito fu dunque riattivare la stazione spaziale onde garantirne la completa funzionalità. I cosmonauti segnalarono al centro di controllo che all'interno della Saljut 7 vi fu chiaramente accertabile dell'odore di metallo bruciato, particolarmente intenso nella zona dove fu posizionato il congegno d'aggancio della navicella spaziale. Durò fino al 17 febbraio che la stazione spaziale fosse nuovamente completamente attiva e così i tre cosmonauti poterono iniziare con i loro programmi e lavori di ricerca. Nota interessante fu che il medico At'kov si dedicò ai lavori di casa all'interno della stazione spaziale, osservando per tutto il periodo di soggiorno la propria salute e la salute dei colleghi cosmonauti mediante appositi esperimenti ed analisi relative.
Già l'anno precedente era stato accertato che un tubo della stazione spaziale usato per il rifornimento di carburante della stessa era stato danneggiato. Kizim e Solovëv effettuarono ben tre attività extraveicolari per eseguire la riparazione di questi danni.

## Ulteriori dati di volo

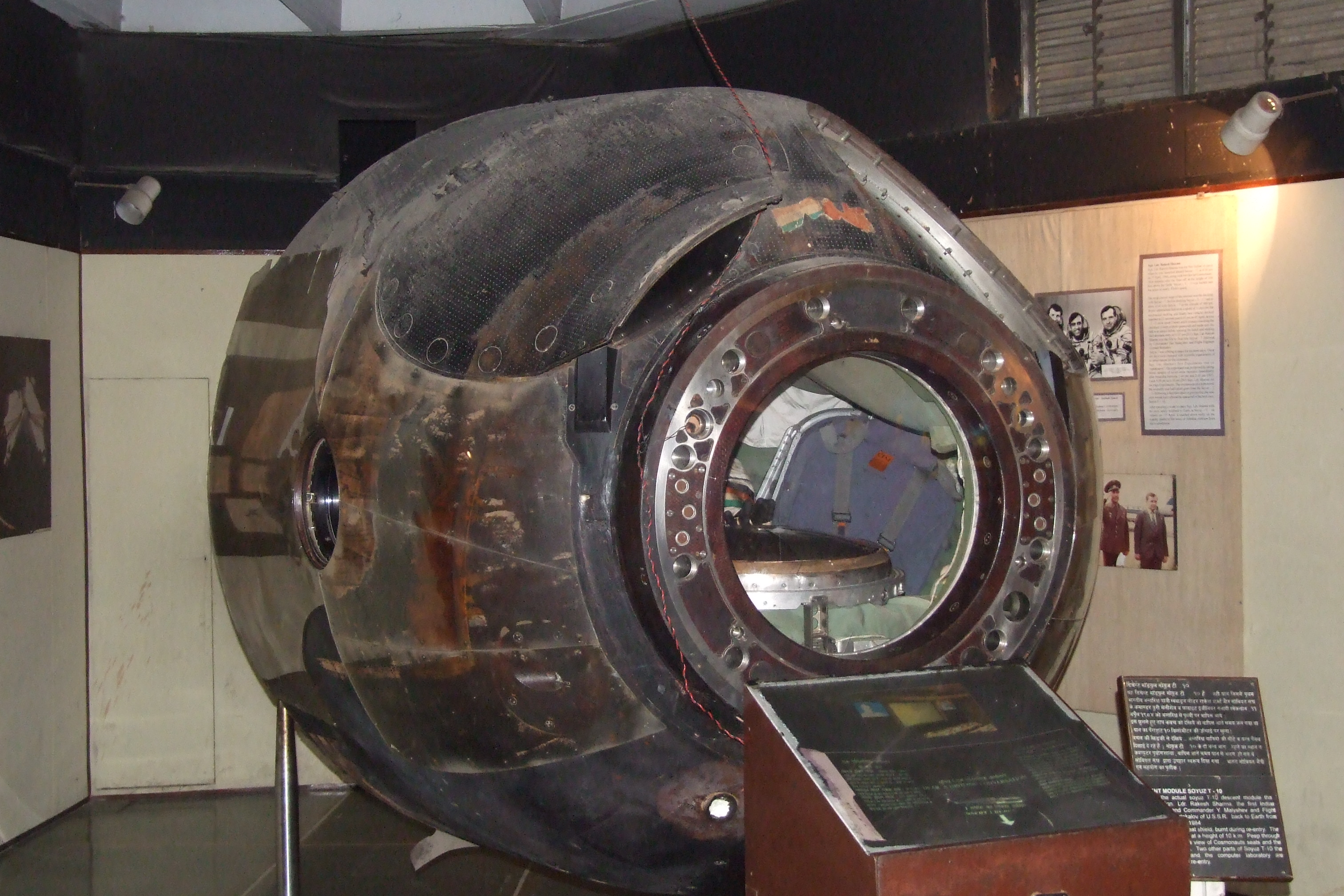
La capsula di rientro di Sojuz T-10, esposta al planetario di Nuova Delhi, in India.

- Atterraggio equipaggio originale: 2 ottobre 1984 a bordo di Sojuz T-11 10:57 UTC 145 km a sud-est di Dzhezkazgan, RSS di Kazakistan
- Durata per l'equipaggio originale: 236 giorni, 22 ore, 34 min
- Orbite terrestri per l'equipaggio originale: 3.748
- Denominazione Astronomica Internazionale: 1984-14

I parametri sopra elencati indicato i dati pubblicati immediatamente dopo il termine della fase di lancio. Le continue variazioni ed i cambi di traiettoria d'orbita sono dovute alle manovre di aggancio. Pertanto eventuali altre indicazioni risultanti da fonti diverse sono probabili ed attendibili in considerazione di quanto descritto.